# Yang Chang-Hoon
Yang Chang-Hoon es un deportista surcoreano que compitió en tiro con arco, en la modalidad de arco recurvo. Ganó dos medallas en el Campeonato Mundial de Tiro con Arco al Aire Libre de 1989, bronce en 1989 y oro en 1991.

## Palmarés internacional
| Campeonato Mundial al Aire Libre | Campeonato Mundial al Aire Libre | Campeonato Mundial al Aire Libre | Campeonato Mundial al Aire Libre |
| Año                              | Lugar                            | Medalla                          | Prueba                           |
| -------------------------------- | -------------------------------- | -------------------------------- | -------------------------------- |
| 1989                             | Lausana (Suiza)                  | Medalla de bronce                | Equipo                           |
| 1991                             | Cracovia (Polonia)               | Medalla de oro                   | Equipo                           |